# Elaine Díaz

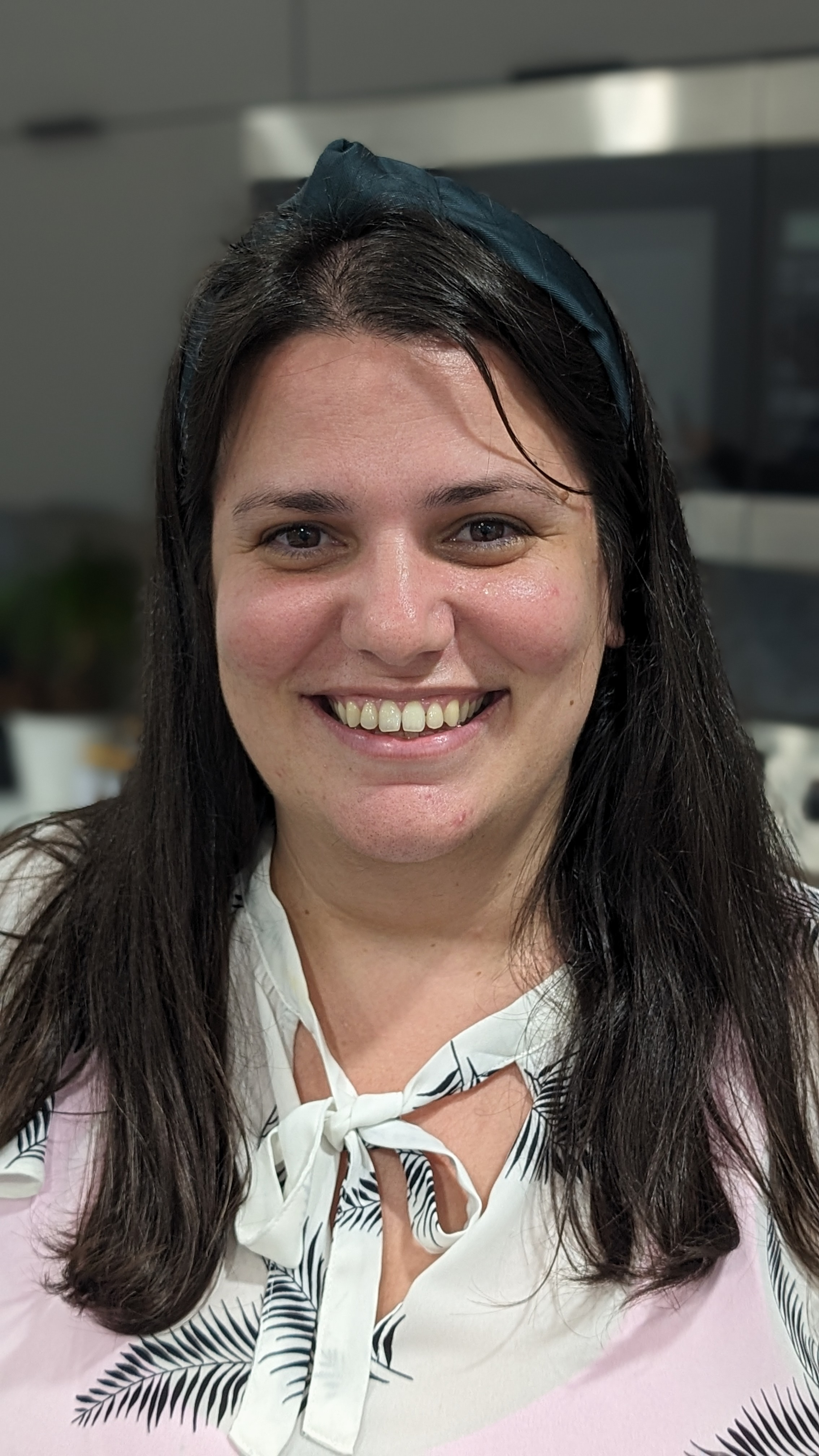
Elaine Díaz (2024)

Elaine Díaz Rodríguez (* 20. Jahrhundert) ist eine unabhängige kubanische Journalistin und ehemalige Hochschullehrerin. Sie ist  Gründerin und Herausgeberin des unabhängigen kubanischen Onlinemagazins Periodismo de Barrio. Daneben schreibt sie für verschiedene kubanische und US-amerikanische Medien, darunter beispielsweise El Toque oder Univision.
2008 schloss sie das Journalistik-Studium an der Universität von Havanna ab. Darauf schloss sie bis 2013 ein postgraduales Studium Soziale Kommunikation an. Im Juli 2014 belegte sie ein Seminar Democracy, Development, and the Rule of Law in Stanford und studierte von August 214 bis Mai 2015 Journalismus in Harvard. Bis 2015 war sie als Assistenz-Professorin tätig. Von 2011 bis 2013 war sie außerdem für die Nachrichtenagentur Inter Press Service tätig. Als erste Kubanerin war sie Nieman-Fellow der Harvard-Universität.
2020 berichtete sie von Bedrohungen gegen ihre Familie seitens des kubanischen Regimes und forderte dieses auf, mit offenem Visier zu kämpfen, ohne jedoch Details zu nennen. Von der Vorkämpferin des unabhängigen Journalismus in Kuba, Yoani Sánchez, bekam sie daraufhin ausdrückliche Unterstützung.